# Tomasz Polewka
Tomasz Polewka, född 5 augusti 1994 i Grudziądz, är en polsk simmare.
Polewka tävlade för Polen vid olympiska sommarspelen 2016 i Rio de Janeiro, där han blev utslagen i försöksheatet på 100 meter ryggsim.